# Episodi di The Andy Griffith Show (terza stagione)
La terza stagione della serie televisiva The Andy Griffith Show è andata in onda negli Stati Uniti dal 1º ottobre 1962 al 6 maggio 1963 sulla CBS.
| nº | Titolo originale                  | Prima TV USA     |
| -- | --------------------------------- | ---------------- |
| 1  | Mr. McBeevee                      | 1º ottobre 1962  |
| 2  | Andy's Rich Girlfriend            | 8 ottobre 1962   |
| 3  | Andy and the New Mayor            | 15 ottobre 1962  |
| 4  | Andy and Opie, Bachelors          | 22 ottobre 1962  |
| 5  | The Cow Thief                     | 29 ottobre 1962  |
| 6  | Barney Mends a Broken Heart       | 5 novembre 1962  |
| 7  | Lawman Barney                     | 12 novembre 1962 |
| 8  | The Mayberry Band                 | 19 novembre 1962 |
| 9  | Floyd the Gay Deceiver            | 26 novembre 1962 |
| 10 | Opie's Rival                      | 3 dicembre 1962  |
| 11 | Convicts-at-Large                 | 10 dicembre 1962 |
| 12 | The Bed Jacket                    | 17 dicembre 1962 |
| 13 | The Bank Job                      | 24 dicembre 1962 |
| 14 | One-Punch Opie                    | 31 dicembre 1962 |
| 15 | Barney and the Governor           | 7 gennaio 1963   |
| 16 | Man in a Hurry                    | 14 gennaio 1963  |
| 17 | High Noon in Mayberry             | 21 gennaio 1963  |
| 18 | The Loaded Goat                   | 28 gennaio 1963  |
| 19 | Class Reunion                     | 4 febbraio 1963  |
| 20 | Rafe Hollister Sings              | 11 febbraio 1963 |
| 21 | Opie and the Spoiled Kid          | 18 febbraio 1963 |
| 22 | The Great Filling Station Robbery | 25 febbraio 1963 |
| 23 | Andy Discovers America            | 4 marzo 1963     |
| 24 | Aunt Bee's Medicine Man           | 11 marzo 1963    |
| 25 | The Darlings Are Coming           | 18 marzo 1963    |
| 26 | Andy's English Valet              | 25 marzo 1963    |
| 27 | Barney's First Car                | 1º aprile 1963   |
| 28 | The Rivals                        | 8 aprile 1963    |
| 29 | A Wife for Andy                   | 15 aprile 1963   |
| 30 | Dogs, Dogs, Dogs                  | 22 aprile 1963   |
| 31 | Mountain Wedding                  | 29 aprile 1963   |
| 32 | The Big House                     | 6 maggio 1963    |

## Mr. McBeevee
- Prima televisiva: 1º ottobre 1962
- Diretto da: Bob Sweeney
- Scritto da: Harvey Bullock, R. S. Allen, R. S. Allen

### Trama
- Guest star: Thurston Holmes (Stunt Double), Karl Swenson (Mr. McBeevee)

## Andy's Rich Girlfriend
- Prima televisiva: 8 ottobre 1962
- Diretto da: Bob Sweeney
- Scritto da: James Fritzell, Everett Greenbaum

### Trama
- Guest star: Donald Lawton (cameriere Taking Orders), Warner Jones (cameriere Carrying Tray), Joanna Moore (Peggy McMillan), Betty Lynn (Thelma Lou)

## Andy and the New Mayor
- Prima televisiva: 15 ottobre 1962
- Diretto da: Bob Sweeney
- Scritto da: Harvey Bullock

### Trama
- Guest star: Helen Kleeb (Mrs. Morgan), Janet Stewart (Mrs. Ambrose), Parley Baer (sindaco Roy Stoner), Roy Engel (Jess Morgan)

## Andy and Opie, Bachelors
- Prima televisiva: 22 ottobre 1962
- Diretto da: Bob Sweeney
- Scritto da: James Fritzell, Everett Greenbaum

### Trama
- Guest star: Ray Lanier (conducente del bus), Howard McNear (Floyd Lawson), Joanna Moore (Peggy McMillan)

## The Cow Thief
- Prima televisiva: 29 ottobre 1962
- Diretto da: Bob Sweeney
- Scritto da: Harvey Bullock, R. S. Allen, R. S. Allen

### Trama
- Guest star: Malcolm Atterbury (Luke Jensen), Ralph Bell (William Upchurch), Parley Baer (sindaco Roy Stoner), Jon Lormer (Tate Fletcher)

## Barney Mends a Broken Heart
- Prima televisiva: 5 novembre 1962
- Diretto da: Bob Sweeney
- Scritto da: Aaron Ruben

### Trama
- Guest star: Joyce Jameson (Skippy), Fred Beir (Don), Jean Carson (Daphne), Josie Lloyd (Lydia Crosswaithe), Mike Ross (Al), Betty Lynn (Thelma Lou), Joanna Moore (Peggy McMillan)

## Lawman Barney
- Prima televisiva: 12 novembre 1962
- Diretto da: Aaron Ruben
- Scritto da: Aaron Ruben

### Trama
- Guest star: Norman Leavitt (Wally), Orville Sherman (Matt), Bob McQuain (Joe Waters), Allan Melvin (Neil), Howard McNear (Floyd Lawson)

## The Mayberry Band
- Prima televisiva: 19 novembre 1962
- Diretto da: Bob Sweeney
- Scritto da: Everett Greenbaum, James Fritzell

### Trama
- Guest star: Burt Mustin (Jubal), Joseph Sirola (Freddy Fleet), Norman Leavitt (Ralph), Sherwood Keith (Merle), William Eben Stephens (Phil Sunkel), Frank Levya (Carl), Thom Carney (Burly Peters), Howard McNear (Floyd Lawson), Parley Baer (sindaco Roy Stoner)

## Floyd the Gay Deceiver
- Prima televisiva: 26 novembre 1962
- Diretto da: Bob Sweeney
- Scritto da: Aaron Ruben

### Trama
- Guest star: Doris Dowling (Madeline Grayson), Howard McNear (Floyd Lawson)

## Opie's Rival
- Prima televisiva: 3 dicembre 1962
- Diretto da: Bob Sweeney
- Scritto da: Sidney Morse

### Trama
- Guest star: Joanna Moore (Peggy McMillan)

## Convicts-at-Large
- Prima televisiva: 10 dicembre 1962
- Diretto da: Bob Sweeney
- Scritto da: Everett Greenbaum, James Fritzell

### Trama
- Guest star: Jane Dulo (Sally), Jean Carson (Naomi Connors), Willis Bouchey (Charlie O'Malley), Reta Shaw (Big Maude Tyler)

## The Bed Jacket
- Prima televisiva: 17 dicembre 1962
- Diretto da: Bob Sweeney
- Scritto da: Harvey Bullock, R. S. Allen, R. S. Allen

### Trama
- Guest star: Mary Lansing (Mrs. Lukens), Dabbs Greer (Store Clerk), Hope Summers (Clara Johnson), Parley Baer (sindaco Roy Stoner)

## The Bank Job
- Prima televisiva: 24 dicembre 1962
- Diretto da: Bob Sweeney
- Scritto da: James Fritzell, Everett Greenbaum

### Trama
- Guest star: Al Checco (Mort the Bank Robber), Mary Lansing (Mrs. Rodenbach), Warren Parker (Mr. Meldrim), Lee Krieger (Ollie the Bank Robber), Frances Osborne (Harriet), Clint Howard (Leon), Jim Nabors (Gomer Pyle), Charles P. Thompson (Asa)

## One-Punch Opie
- Prima televisiva: 31 dicembre 1962
- Diretto da: Bob Sweeney
- Scritto da: Harvey Bullock

### Trama
- Guest star: Kim Tyler (Billy Gray), Stanley Farrar (Mr. Foley), Keith Thibodeaux (Johnny Paul Jason), Clint Howard (Leon), Scott McCartor (Steve Quincy)

## Barney and the Governor
- Prima televisiva: 7 gennaio 1963
- Diretto da: Bob Sweeney
- Scritto da: Bill Freedman, Henry Sharp

### Trama
- Guest star: Rance Howard (Chauffeur), Carl Benton Reid (governatore), Joseph Hamilton (Chester), Bob McQuain (Postal Clerk), Burt Mustin (Jud Fletcher), Hal Smith (Otis Campbell), Parley Baer (sindaco Roy Stoner)

## Man in a Hurry
- Prima televisiva: 14 gennaio 1963
- Diretto da: Bob Sweeney
- Scritto da: Everett Greenbaum, James Fritzell

### Trama
- Guest star: Robert Emhardt (Malcolm Tucker), William Keene (reverendo Tucker), Norman Leavitt (Wally), Jim Nabors (Gomer Pyle)

## High Noon in Mayberry
- Prima televisiva: 21 gennaio 1963
- Diretto da: Bob Sweeney
- Scritto da: James Fritzell, Everett Greenbaum

### Trama
- Guest star: Leo Gordon (Luke Comstock), Dub Taylor (Billy Ray, the Postman), Jim Nabors (Gomer Pyle), Hal Smith (Otis Campbell)

## The Loaded Goat
- Prima televisiva: 28 gennaio 1963
- Diretto da: Bob Sweeney
- Scritto da: Harvey Bullock

### Trama
- Guest star: Bing Russell (Mr. Burton), Forrest Lewis (Cy Hudgins), Hal Smith (Otis Campbell), Parley Baer (sindaco Roy Stoner)

## Class Reunion
- Prima televisiva: 4 febbraio 1963
- Diretto da: Charles Irving
- Scritto da: James Fritzell, Everett Greenbaum

### Trama
- Guest star: Paul Smith (Harry Bektoris), Barbara Perry (Mary Lee Becktel), Molly Dodd (Mrs. Bracey), Don Haggerty (Ralph Hanes), Frank Behrens (Nate Bracey), Virginia Eiler (Ramona Wiley Bektoris), Peggy McCay (Sharon Despain)

## Rafe Hollister Sings
- Prima televisiva: 11 febbraio 1963
- Diretto da: Charles Irving
- Scritto da: Harvey Bullock

### Trama
- Guest star: Ottola Nesmith (Mrs. Dennis), Isabel Randolph (Mrs. Jeffries), Kay Stewart (Martha Hollister), Jack Prince (Rafe Hollister), Olan Soule (John Masters), Parley Baer (sindaco Roy Stoner)

## Opie and the Spoiled Kid
- Prima televisiva: 18 febbraio 1963
- Diretto da: Bob Sweeney
- Scritto da: Everett Greenbaum, James Fritzell

### Trama
- Guest star: Mary Lansing (Mrs. Rodenbach), Harlan Warde (Mr. Winkler), Ronnie Dapo (Arnold Winkler)

## The Great Filling Station Robbery
- Prima televisiva: 25 febbraio 1963
- Diretto da: Bob Sweeney
- Scritto da: Harvey Bullock

### Trama
- Guest star: Jack Shea (Jed Hanson), Johnny Silver (Prothro Hanson), Pat Colby (Jimmy Morgan), Jim Nabors (Gomer Pyle), Willis Bouchey (Mr. Carter)

## Andy Discovers America
- Prima televisiva: 4 marzo 1963
- Diretto da: Bob Sweeney
- Scritto da: John Whedon

### Trama
- Guest star: Ronda Jeter (Schoolgirl), Dennis Rush (Howie Pruitt), Aneta Corsaut (Helen Crump), Joey Scott (Whitey), Keith Thibodeaux (Johnny Paul Jason)

## Aunt Bee's Medicine Man
- Prima televisiva: 11 marzo 1963
- Diretto da: Bob Sweeney
- Scritto da: John Whedon

### Trama
- Guest star: Mary Lansing (Committee Member), John Dehner (colonnello Harvey), Ruth Packard (Committee Member), Kathryn Hart (Committee Member), Jewel Rose (Committee Member), Noreen Gammill (Committee Member)

## The Darlings Are Coming
- Prima televisiva: 18 marzo 1963
- Diretto da: Bob Sweeney
- Scritto da: Everett Greenbaum, James Fritzell

### Trama
- Guest star: Hoke Howell (Dudley A. Wash), Doug Dillard (Jebbin Darling), Denver Pyle (Briscoe Darling), Maggie Peterson (Charlene Darling), Olan Soule (John Masters), The Dillards (Darling Family)

## Andy's English Valet
- Prima televisiva: 25 marzo 1963
- Diretto da: Bob Sweeney
- Scritto da: Harvey Bullock

### Trama
- Guest star: Bob McQuain (Fletch Roberts), Bernard Fox (Malcolm Merriweather)

## Barney's First Car
- Prima televisiva: 1º aprile 1963
- Diretto da: Bob Sweeney
- Scritto da: James Fritzell, Everett Greenbaum

### Trama
- Guest star: Allan Melvin (nipote di Jake), Hallene Hill (Rose Temple), Ellen Corby (Myrt), Betty Lynn (Thelma Lou), Jim Nabors (Gomer Pyle), Tom Allen (Rose)

## The Rivals
- Prima televisiva: 8 aprile 1963
- Diretto da: Bob Sweeney
- Scritto da: Harvey Bullock

### Trama
- Guest star: Ronda Jeter (Karen Burgess), Betty Lynn (Thelma Lou)

## A Wife for Andy
- Prima televisiva: 15 aprile 1963
- Diretto da: Bob Sweeney
- Scritto da: Aaron Ruben

### Trama
- Guest star: Janet Stewart (Lorraine Beasley), Rachel Ames (Rosemary), Janet Waldo (Amanda), Betty Lynn (Thelma Lou), Aneta Corsaut (Helen Crump), Barbara Perry (Lavinia)

## Dogs, Dogs, Dogs
- Prima televisiva: 22 aprile 1963
- Diretto da: Bob Sweeney
- Scritto da: Everett Greenbaum, James Fritzell

### Trama
- Guest star: Robert Cornthwaite (ispettore Somerset), Hal Smith (Otis Campbell), Roy Barcroft (Clint Biggers)

## Mountain Wedding
- Prima televisiva: 29 aprile 1963
- Diretto da: Bob Sweeney
- Scritto da: James Fritzell, Everett Greenbaum

### Trama
- Guest star: Hoke Howell (Dudley A. Wash), Dub Taylor (Circuit Preacher), Denver Pyle (Briscoe Darling), Maggie Peterson (Charlene Darling), Doug Dillard (Doug Darling), Howard Morris (Ernest T. Bass), The Dillards (Darling Family)

## The Big House
- Prima televisiva: 6 maggio 1963
- Scritto da: Harvey Bullock

### Trama
- Guest star: Lewis Charles (Convict), Richard Angarola (detective Morley), Arthur Kendall (Convict), Jack Lambert (Doc), Bob McQuain (tenente), Billy Halop (Tiny), Jim Nabors (Gomer Pyle), George Kennedy (detective)